# Gheorghe Popescu
Pour les articles homonymes, voir Gheorghe Popescu (homonymie) et Popescu.
Gheorghe Popescu, surnommé Gica Popescu est un footballeur roumain né le 9 octobre 1967 à Calafat. Il est le beau-frère de Gheorghe Hagi.
Il pouvait jouer au poste de défenseur central ou de milieu de terrain défensif.
Il possède 115 sélections en équipe de Roumanie et a participé à trois Coupes du monde avec les Tricolorii.

## Biographie
Il est le capitaine du FC Barcelone lors de la saison 1996-1997.

## Palmarès

### En club

#### Steaua Bucarest
- Champion de Roumanie en 1988
- Demi-finaliste de la Ligue des champions en 1988

#### PSV Eindhoven
- Champion des Pays-Bas en 1991 et 1992
- Vainqueur de la Supercoupe des Pays-Bas en 1992

#### FC Barcelone
- Vainqueur de la Coupe des coupes en 1997
- Vainqueur de la Coupe d'Espagne en 1997
- Vainqueur de la Supercoupe d'Espagne en 1996
- Vice-Champion d'Espagne en 1997

#### Galatasaray
- Vainqueur de la Coupe UEFA en 2000
- Vainqueur de la Supercoupe de l'UEFA en 2000
- Champion de Turquie en 1998, 1999 et 2000
- Vainqueur de la Coupe de Turquie en 1999 et 2000

### En équipe de Roumanie
- 115 sélections et 16 buts avec entre 1988 et 2003
- Participation à la Coupe du Monde en 1990 (Premier Tour), en 1994 (1/4 de finaliste) et en 1998 (1/8 de finaliste)
- Participation au Championnat d'Europe des Nations en 1996 (Premier Tour) et en 2000 (1/4 de finaliste)

### Distinctions individuelles
- Élu meilleur footballeur roumain de l'année en 1989, en 1990, en 1991, en 1992, en 1995 et en 1996
- 3e joueur le plus capé de l'histoire de l'équipe de Roumanie (115 sélections) après Dorinel Munteanu et Gheorghe Hagi
- Marque le tir au but victorieux lors de la finale de la coupe de l’UEFA avec Galatasaray